# Дойрански говор
Дойранският говор е български диалект от крайната югозападна група югозападни говори. Говори се в пограничните области на Република Гърция и Република Северна Македония – в района на Дойранското езеро. На север граничи с малашевския говор, на запад — с гевгелийския, а на юг — с кукушко-воденския.
Македонската диалектология го систематизира като част от солунско-воденския диалект на т. нар. македонски език.

## Характерни особености
- Праславянското *tj застъпено като шч – лèшча (леща), къ̀шча (къща). Среща се и застъпване с к’ – ки  (ще),
- Праславянското *dj застъпено като йдж – вèйджа (вежда), сàйжди (сажди).
- Редукцията на широките гласни, когато са неударени и не са в краесловие:
  - а⇒ъ – òблък (облак), бòчвъта (бъчвата).
  - е⇒и – нивèста (невяста), дибèл (дебел)
  - о⇒у – вуйнѝк (войник), крòснуто (кросното)
- Застъпник на стб. ѫ е ъ: път, съ̀бота
- Застъпници на стб. ъ и ь:
  - о: сон (сън), бòчва (бъчва). Като в неударена краесловна сричка се получава редукция о⇒у: плѝтук (плитък), вòсук (восък).
  - ъ: къ̀сно (късно), дъ̀ска (дъска)
- Сонантното л има изговор ъл: въ̀лк, жълт, жъ̀лчка (жлъчка), гъ̀лтка (глътка).
- Изпадане на х в началото на думата: òро (хоро), ỳбуф (хубав), лàдно (хладно)
- Членно окончание -о за м. р. ед. ч.: чувèко (човекът), кòйно (конят).
- Членно окончание -то за мн. ч.: вулòвито (воловите), кòйнто (конете).
- Глаголно окончание -м за 1 л. ед. ч. сег. време при всички спрежения: пèчум (пека), нòсум (нося), вѝкум (викам). Прави впечатление основата -у- за всички глаголи в сегашно време.
- Повелително наклонение за 2 л. мн.ч. с наставка -йте: стрижèйте (стижете), кусèйте (косете), чъкàйте (чакайте)
- Употреба на деепричастия: имàйки (имайки), нусèйки (носейки).
- Лични местоимения: он (той), òна (тя), òни (те)